# Свети хълм на Варало
Светият хълм на Варало (на италиански: Sacro Monte di Varallo) представлява най-старият и най-интересен в художествено отношение пример сред Светите хълмове на Пиемонт и Ломбардия, Северна Италия. Състои се от базилика, която представлява крайната станция на маршрут, който се вие през улици и малки площади, и четиридесет и четири параклиса със стенописи, населени с приблизително осемстотин статуи в реален размер (полихромна теракота или дърво). Намира се в община Варало във Валсезия.
Заедно с другите осем свети хълмове е обявен за обект на световното наследство на ЮНЕСКО (2003 г.). Районът, в който се намира, е част от природен резерват на регион Пиемонт (Специален резерват на Светия хълм на Варало). 

## История

### Инициатива на Бернардино Каими
Идеята за изграждане на свети хълм, разположен върху скала с изглед към град Варало, е замислена през 1481 г. от францисканския монах Бернардино Каими. Към средата на XV век на Запад започва да се разпространява силна нужда от възпроизвеждане на местата на Светите земи, до които поклонничеството става все по-опасно поради Османската империя. Примери за тази необходимост са преди всичко кръглите църкви, които напомнят базиликата на Божи гроб в Йерусалим, или великото светилище Санта Мария деле Грацие близо до Форли, поръчано през 1450 г. от покръстения бивш албански пират Пиетро Бианко дот Драч, който е в близки отношения с Бернардино да Сиена. Следователно в основата на проекта на Каими стои желанието да се възпроизведе, в полза на вярващите, вече не само Базиликата на Възкресението, но и всички най-емблематични места на Светите земи: мястото трябва да представлява автентична алтернатива на поклонничеството; оттук и изразът „Нов Йерусалим“, впоследствие използван за идентифициране на Светия хълм на Варало. Освен това зад тези представяния стои силно педагогическо намерение, скъпо за францисканската духовност – внимателно да насърчава идентифицирането на вярващите с примера, даден от фигурата на Исусː оттук и проектът за пътуване на предаността по следите на спомена за светите места към Католицизма, населени със сцени от евангелската история.
През 1486 г., след като получава необходимите разрешения и разчитайки на важни дарения, също и по силата на добрите отношения с Лудовико Мария Сфорца, отец Каими успява да види началото на строителството на църквата Санта Мария деле Грацие към францисканския манастир, и този на първите параклиси на светия хълм.
През 1491 г. са завършени параклисите на Божи гроб, на Възнесение и на Свалянето от кръста (дървеният „Оплакване“ – дело на миланците Джовани Пиетро и Джовани Амброджо де Донати, сега в Градската пинакотека на Варало, вероятно идва от „Свалянето от кръста“).
Смъртта на отец Каими през 1498 или 1499 г. не спира строителната програма, особено като се има предвид известността, която светият хълм започва да има като дестинация за религиозни поклонения и одобрението, получено от Миланското херцогство.

### Гауденцио Ферари, Галеацо Алеси и Свети Карло Боромео
Започвайки от началото на XVI век, начело на работите е художникът, скулптор и архитект от Валсезия Гауденцио Ферари. Родом от Валдуджа, той израства творчески с първите творения на светия хълм, докато не стане главен герой на неговото развитие. Той работи там до 1528 г. като създател на някои параклиси, автор на множество скулптури (първо дървени, след това теракотени) и стенописи, които в параклисите формират фона на светите сцени. Негово е и поетичното наследство, което ще бележи следващите художествени продукции.
Когато Гауденцио Ферари напуска хълма, мястото вече има относително живописно величие. С нарастването на притока на вярващи (сред известните поклонници са Света Анджела Меричи – основател на Урсулинките, миланският херцог Франческо II Сфорца, бъдещата майка на Свети Карло Боромео и други), строителната програма се възобновява и продължава благодарение на интереса на други художници, започвайки с ученици на Гауденцио Ферари като Джулио Чезаре Луини, Фермо Стела да Караваджо, и други като Джакомо Парака от Валсолда (създателят на статуите на Клането на невинните) и братята Дела Ровере, известни като Фиаменгини.
През 1565 – 1568 г. работите продължават под ръководството на арх. Галеацо Алеси. Той замисля ново оформление на параклисите, вече не на топологична основа (с доказателствата за местата за поклонение Назарет, Витлеем и Йерусалим, както е в началния проект на Бернардино Каими), но хронологичен ред, за да позволи на посетителя да проследи, от параклис до параклис, етапите от земното пътуване на Исус.
Започвайки от втората половина на XVI век, Свети Карло Боромео е този, който преди всичко се занимава със съдбата на светия хълм. Светецът го посещава четири пъти и неговата харизма издига още повече престижа на Новия Йерусалим. Параклис близо до Параклиса на гробницата напомня мястото, където светецът е обичал да се оттегля в молитва.
И представителите на Савойския дом, като се започне от посещението на Карл Емануил I Савойски през 1583 г., демонстрират особен интерес към това място.

### Голяма строителна площадка от XVII век
След забавяне на работата през последната част на XVI век забележимо подновяване на строителството на грандиозния комплекс има през XVII век под импулса и внимателното наблюдение на епископа на Новара Карло Баскапе, който последва в доктрината и трудовете учението на Свети Карло Боромео. Добавени са нови параклиси, посветени на важните моменти от Страстите Христови, за които работят художници като Доменико Алфано от Перуджа, скулпторът от фламандски произход Джовани Веспин, наречен Табакети, и накрая художникът от първа величина в ломбардската живописна панорама от началото на XVII век Пиер Франческо Мацукели, наречен Морацоне. Преди всичко се виждат дебютът и големият възход на великия наративен и композиционен сезон, предаден от Джовани Д'Енрико – архитект и скулптор, и неговите братя художници Мелкиоре и Антонио, идващи от Аланя Валсезия.
Сред последните най-значими в художествено отношение етапи е изграждането на Двореца на Пилат със Светото стълбище, построено по модела на римската катедрала Сан Джовани ин Латерано. Именно по време на този строеж екипът на Д'Енрико е допълнен от пристигането на Антонио, известен като Танцио да Варало – той се присъединява към братята си на светия хълм, завръщайки се от чиракуването си в Централна и Южна Италия, за да изпълни стенописите на параклисите на Страстите Христови. През този период се реализира „градоустройственият план“, вече замислен от Галеацо Алеси по отношение на върховата част на хълма, с параклиси, които трябва да бъдат поставени в дворците и портиците в ренесансов стил, предназначени, отвъд Порта Ауреа, да гледат към Площада на съдилищата и към Храмовия площад.
В онези години (1614 г.) по подтика на епископ Каело Бескапè, започва и изграждането на новата Базилика на Възнесение Богородично по проект на Бартоломео Равели и на Джовани д'Енрико. Строежът се развива на етапи чак до 1713 г.

### Изгледи към Светия хълм
- Изглед към Supra montem
- Изглед към парка и параклисите
- Параклиси на Благовещението (структура с параклиси II, III, IV)
- Параклис XXVIII – Исус на съд пред Ирод
- Площад на базиликата, фонтанът и църквата на Божи гроб
- Фасада на базиликата

## Художествен профил
Привлекателността на сложната архитектура на „Новия Йерусалим“ и репутацията на Гауденцио Ферари не успяват да привлекат вниманието на историците на изкуството чак до сравнително скорошни времена. Сред малцината посетители от XIX век, способни да разберат напълно гения на Ферари и ролята му на ръководител на Светия хълм, е ексцентричният английски писател Самюел Бътлър: плоча в лоджията на двореца на Пилат отбелязва неговия страстен престой. Човекът, допринесъл повече от всички други за утвърждаването на стойността на Светия хълм, превърнал се за него в обект на творческа любов, продължила през целия му живот, е писателят, драматург и изкуствовед Джовани Тестори. Община Варало иска да му посвети площад в началото на пътеката, която води до параклисите. Негов е изразът „велик планински театър“, използван за обозначаване на комплекса на Светия хълм на Варало и на живописния ефект на параклисите, с главните актьори, моделирани в полихромна теракота и поредица от публика, които гледат илюзионистично от изписаните стени, както в представянето на „средновековна възхвала“, която включва цяло Варало.
Гауденцио Ферари, през годините на престоя си във Варало, проявява качествата си на архитект, художник и скулптор в услуга на изграждането на „великия планински театър“: страстен ангажимент, който не познава моменти на отстъпление, от статуите на параклиса на Благовещението (ок. 1510 г.) до страхотния комплекс от статуи и фрески, които трептят от драма в параклиса на Разпятието (1520 – 1523 г.). Критиката на Г. Тестори им връща достойнството на една от върховете на ренесансовото изкуство в Италия, макар и изкуство, което, за да бъде оценено, изисква изоставяне на „златните“ естетически канони на най-известната хуманистична култура, за да бъде привлечено от „човешката реалност“ на земя и държава, за които „сърцето управлява причините за формата“, а не обратното.
Гауденцио Ферари, патриархът на хълма, е автор на статуите и картините на параклисите V (Влъхвите във Витлеем), VIII (Въведение в храма), XXXVIII (Разпятие), XL (Пиета). Негови са и статуите в параклиси II (Благовещение), VI (Рождество Христово), VII (Поклонение на пастирите), XXXII (Исус се изкачва по стълбите на Преториума), а вероятно и статуята на Мъртвия Христос в параклиса на Божи гроб. Следователно отпечатъкът, оставен от Ферари, създава нещо като "genius loci" върху стената на Варало, която успява да запази връзката със себе си въпреки еволюцията на възприетите езици, произведенията на много художници, които през вековете се редуват на хълма. Същите препоръки от клиентите призовават художниците да възобновят композиционните модули на Ферари; и именно този местен гений се проявява спонтанно в творбите на онези, които като братята Д'Енрико (Джовани, Мелкиоре и Антонио) дишат въздуха на същата тази долина. Г. Тестори подчертава величието на Джовани д'Енрико – неуморен моделист, способен на изключителен реализъм. Най-добрите му статуи се сравняват благоприятно с тези на Ферари. Работата му като архитект и създател на скулптури в около двадесет параклиса, го освещават след Ферари като втория велик ръководител на Светия хълм. Варало също така изразява, с цялата си способност да придава живописна форма на изключително разнообразна гама от човешки типове, с бързо очертани физиономии и изражения, поетичната сила на по-малкия брат на Джовани д'Енрико, известен като Танцио да Варало, по-художник, широко преосмислен оценено благодарение на Г. Тестори. Сред най-високите точки на театралност и чувство на мъка, присъстващи в „Новия Ерусалим“, са параклисите Исус пред трибунала на Пилат, Исус пред Ирод, Пилат, който си измива ръцете, които виждат сътрудничеството на двамата братя:
| „                                                | [В тези параклиси] всичко идва от неотложността на протичащия живот, на представянето, уловено в максималното си движение и следователно всичко е постоянно отворено като на сцената на театър, който има силата непрекъснато да влачи към себе си нов живот и нова смърт. | “ |
| Giovanni Testori, Tanzio da Varallo, 1959, с. 29 | |   |

- Параклис Vː Влъхвите във Витлеем (детайл)
- Параклис XIː Избиването на невинните (детайл)
- Параклис XIVː Самарянката (детайл)
- Параклис XXː Тайната вечеря (детайл)
- Параклис XXːТайната вечеря (детайл/2)
- Параклис XXXIː Коронацията на Христос (детайл)
- Параклис XXXIIː Исус изкачва стълбището на Преториума (детайл)
- Параклис XXXIIIː Ето човекът (детайл)
- Параклис XXXVIː Изкачване до Голгота (детайл)
- Параклис XXXVIː Изкачване на Голгота (детайл)
- Параклис XXXVIː Изкачване на Голгота
- Параклис XLː Оплакване на мъртвия Исус

## Творци, активни на Светия хълм на Варало

### Скулптори
- Джузепе Аригони, активен през 1722 г.
- Бартоломео Бадарело от Кампертоньо, активен през 1587 – 1589 г.
- Диониджи Бусола (ок. 1615 в Ломбардия? – 1687, Милано)
- Джовани Батиста да Корбета, активен през 1559 г. за Параклиса на Трънния венец
- Джовани д'Енрико (ок. 1559 в Аланя – 1644 в Боргосезия), активен през 1602 – 1640 г.
- Гауденцио Ферари (1475 / 80 във Валдуджа – 1546 в Милано), активен през 1507 – 1528 г.
- Джакомо Феро, ученик на Джовани д'Енрико, активен през 1629 – 1538 г.
- Луиджи Маркези (1799 в Салтрио – 1874), активен през 1826 г.);
- Джовани Джакомо Парака от Валсолда, известен като „Барньола, активен през 1587 – 1589 г.
- Микеле Престинари, активен през 1590 – 1595 г.
- Карло Антонио Тантардини (1677 в Интробио – Рим, 1748 в Рим)
- Гауденцио Солдо от Камаско, ученик на Диониджи Бусола, активен през 1671 г.
- Жан Веспен, наречен Табакети (ок. 1568 в Динан – ок. 1615 в Костильоле д'Асти), активен през 1599 – 1602 г.

### Художници
- Доменико Алфано от Перуджа, активен през 1587 – 1589 г. и 1599 – 1600 г.
- Габриеле Боси, активен през 1584 – 1585 г.
- Антонио д'Енрико, наречен Танцио от Варало (ок. 1575 в Аланя – 1633 във Варало), активен през 1615 – 1617 и през 1627 г.
- Мелкиеоре д'Енрико (ок. 1573 в Аланя – ок. 1642 във Варало?), активен през 1614 – 1619
- Фиаменгини, братя Джовани Батиста (ок. 1561 в Милано – 1627) и Джовани Мауро дела Ровере (ок. 1575 Милано, – 1640), известни като Фиаменгини, активни през 1590 – 1598 г.
- Джовани и Джузепе Данеди, известни като братя Монталди, активни през 1666 – 1676 г.
- Гауденцио Ферари (1475/80 Валдуджа – 1546 Милано), активен през 1507 – 1528 г.
- Пиер Франческо Джаноли от Кампертоньо (1624 – 1690), активен през 1678 – 1679 г.;
- Пиер Челестино Джиларди (1838 Кампертоньо – 1905 Боргосезия), активен там през 1880 г.
- Мелхиоре Джилардини, известен като Черанино (1607 Милано – 1668), активен през 1637 – 1647 г.
- Джовани и Джироламо Гранди, братя от Милано, активни през 1670 г.
- Бернардино Ланино (ок. 1512 Верчели – ок. 1582), ученик на Гауденцио Ферари, активен през ок. 1540 г.
- Джулио Чезаре Луини, ученик на Гауденцио Ферари, активен през 1544 – 1545 г.
- Пиер Франческо Мацукели, наречен Морацоне (1573 Морацоне – 1626 Пиаченца?), активен през 1607 – 1614 г.
- Кристофоро Мартинолио, известен като Рока, (ок. 1599 – ок. 1664), ученик на Морацоне, активен през 1620 – 1622 и през 1640 – 1642 г.
- Антонио Орджаци (ок. 1725 Валсезия – 1790), активен през 1779 – 1780 г.
- Сиджизмондо Бети (1699 Флоренция – след 1777), работи през 1747 г. върху Параклиса на Исус на съд при Ана
- Фермо Стела да Караваджо (ок. 1490 Караваджо – 1562 ?), ученик на Гауденцио Ферари

## Гражданска и религиозна администрация
Светият хълм на Варало и църквата Санта Мария деле Грацие са собственост на община Варало. Общината винаги е била ангажирана с опазването и благоустрояването на монументалния комплекс и обслужването на вярващите и туристите със своята информационна система. Те включват обиколка с екскурзовод до комплекса и църквата, управлявана от квалифицирани и специализирани туристически водачи.
Религиозните служби на хълма се отслужват от отците-облати на Свети Гауденций и Карл (диоцез на Новара); религиозната администрация на мястото се ръководи от ректор – длъжност, която е заемана от религиозни фигури със забележителна слава като например кардинал Маурилио Фосати, който управлява хълма между 1915 и 1924 г.

## Филмография
- Adriano Kestenholz, Estatico Barocco. докуфикшън с Гая де Лаурентиис, 35 min. Продукция на Aleph film, Швейцария, 1994